# Hermann Scheller
Hermann Scheller (getauft am 13. Mai 1637 in Braunschweig; begraben am 27. Mai 1687 ebenda) war ein Holzbildhauer in Braunschweig.

## Leben
Hermann Scheller wurde als Sohn des Wächters und späteren Dienstboten in der Andreaskirche getauft und erhielt am 8. Juli das Bürgerrecht in Braunschweig. Er war mit Magdalena Benßen († 1669) verheiratet und nach ihrem Tod heiratete er im Februar 1670 Margarete Kettelhut. Er besaß ein Haus in der Beckenwerkerstraße 14/15, in dem früher Jürgen Röttger gewohnt hatte. Von 1674 bis 1693 lebte er im Meinhardshof 5. Beigesetzt wurde er auf dem St. Ulrich-Kirchhof; seine Witwe heiratete am 26. Oktober 1687 den Bildhauer Joachim Querfurt.

## Werk
Scheller schnitzte das Grabdenkmal des herzoglichen Kanzlers Heinrich Schrader († 23. April 1672) und dessen Frau Margarete Remmers († 1667), das an einem Mittelpfeiler der Katharinenkirche angebracht wurde, das er 1659 in Künstlerschrift mit „Hermann Scheller Bildhawer hat dis Epitaphium ververtigt“ signierte. Aus dem gleichen Jahr stammt das Grabdenkmal für den Pastor Großwald in Niedersickte. Die Kanzel in Kissenbrück, die heute nicht mehr vorhanden ist, die mit „Hermann Schler“ signiert ist, gilt als sein Hauptwerk. Ferner hat er in der Stephanikirche in Helmstedt das Grabmal aus Holz für den Studenten Anton Schacht (* 1641, † 1656) geschaffen.
Am 19. Januar 1663 erhielt Scheller 22 Mark, 24 Schilling und am 29. April 31 Mark 12 Schilling für seine Arbeit am Brunnen auf dem Kohlmarkt und für das Versetzen 2 Mark 12 Schilling, der aus einem Pferd mit Neptun, Säulen und zwei Löwen, zwei Pyramiden und zwei Ratswappen bestand. Der Brunnen ist heute nicht mehr erhalten. Weitere Arbeiten für den Pastor Christoph Lechius († 21. Oktober 1665) und für den Pastor Oeding in der Magnikirche werden Hermann Scheller zugeschrieben.